# 흑린
흑린(黑燐)은 상온상압에서 가장 안정하지만, 실제로는 만들기 힘든 인의 동소체이다. 그래서 얻기 쉬운 백린이 대신 표준상태로 사용된다.